# Медаља човекољубља
Медаља човекољубља била је високо одликовање Савезне Републике Југославије  и Државне заједнице Србије и Црне Горе. Одликовање је установљено 4. децембра 1998. године доношењем Закона о одликовањима СРЈ. Додељивао га је председник Републике, а касније председник Државне заједнице СЦГ. Додјељивала се за лично дело помоћи болеснима, рањенима, прогнанима или избеглима, изван и изнад захтева дужности.

## Изглед одликовања
Медаља човекољубља израђена је од позлаћене легуре бакра и цинка и има облик златног крста једнаких крака, чија је површина покривена белим емајлом пречник медаље је 55мм. На лицу медаље, у њеном центру, аплициран је сребрни кружни рељеф са мотивом "Косовке девојке" која помаже рањеном јунаку. Пречник рељефа је 30мм. Око рељефа налазе се златни кружни прстен, ширине 2,5мм, чија је површина покривена црвеним емајлом, и две златне палмине гране које се доле укрштају. На наличју медаље, у њеном центру, налазе се сребрни кружни медаљон са рељефним натписом: "Медаља за човекољубље" и иницијали Савезне Републике Југославије. Око медаљона, као и на лицу медаље, налази се кружни црвени емајлирани прстен и златни палмин венац. На горњем краку крста медаље налази се ушица кроз коју је провучена алка са орнаментисаним носачем медаље. Трака за
ношење медаље израђена је од беле моариране свиле, ширине 40мм. Врпца медаље израђена је од беле моариране свиле, ширине 36мм. Медаља човекољубља носи се на траци око врата.

## Добитници
- проф. др Драган Тавчиовски
- Милун Нинковић
- др Ненад Поповић
- Хаџи Дејан Николић